# 赤坂メディアビル
赤坂メディアビル（あかさかメディアビル）は、1961年（昭和36年）から2003年（平成15年）まで東京都港区赤坂5丁目にあった東京放送（現・TBSホールディングス）が所有していたビルで、94年以降、同ビルに対して使用されていた名称である。同年までは「TBS本館」と呼ばれ、本社オフィス・ラジオスタジオ・TBSホールなどを擁していた。後述のテレビ局舎と併せて、TBSにとっては2代目の社屋となる。
ここでは北隣にあったTBS会館についてもあわせて記述する。

## 歴史

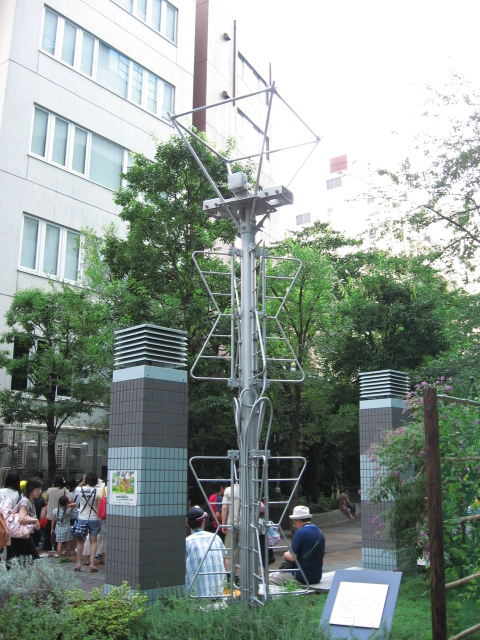
テレビ局舎の鉄塔に付けられていたスーパーターンスタイルアンテナ。現在TBS放送センター脇にモニュメントとして設置されている。

1951年（昭和26年）に開局したラジオ東京（現在のTBSホールディングス・TBSテレビ・TBSラジオの3社）は、テレビ放送を開始するにあたって、港区赤坂一ツ木町（現:赤坂5丁目）に敷地を求め、同所にテレビスタジオと高さ174メートルの鉄塔を建設し（通称:テレビ局舎）、1955年（昭和30年）からテレビ放送も開始した。1961年（昭和36年）には、都内数ヵ所に分散していた会社機能を赤坂に集中させるため、テレビ局舎東側の一ツ木通りに面した場所に建設を進めたTBS本館ビルが完成した。
このTBS本館ビルには、大小9つのラジオスタジオと公開番組などを想定したTBSホールを設け、関東もしくは全国に向けて数々のラジオ番組が送出された。従前のTBSのラジオ部門は、有楽町の毎日新聞東京本社新館に入居しており、1961年10月から2ヶ月かけて移転し、赤坂で念願の総合社屋が稼働となった。1970年代に入るとTBSラジオの編成において生ワイド番組の比重が高まり、長時間の生放送に対応しうるスタジオとして、1976年（昭和51年）に「パノラマスタジオ」、1985年（昭和60年）には「レインボースタジオ」がそれぞれTBS本館ビル内に新設された。
TBS本館ビル（後の赤坂メディアビル）とTBS会館の後ろ側にテレビ局舎が位置し、TBS本館ビルとは渡り廊下（その下にある坂が現在の赤坂サカスにおける「Sacas坂」）でつながり、TBS会館側からもテレビ局舎に通ずる道路（現在の赤坂サカスにおける「さくら坂」）が確保してあった。テレビ局舎西側にはゴルフスタジオ（ゴルフ練習場・TBS興発から分離独立させたTBSゴルフが経営）、別館（第二テレビ局舎とも呼ばれた）があり、別館には後述する2つのスタジオならびにTBSと提携するアメリカのテレビ局CBSが入居していた。

### TBS放送センターを建設
やがてテレビ局舎は、老朽化が進んだことなどから、別館・ゴルフスタジオを解体（同スタジオは緑山スタジオに移転）して、建設を進めた20階建てのTBS放送センター（3代目社屋・通称：TBSビッグハット）が、1994年（平成6年）4月25日に竣工。同年10月3日未明（2日深夜）を以って、TBS本館ビルのすべてのラジオスタジオとテレビ局舎の運用を停止し、数時間の放送休止を経てTBS放送センターに全面移転した。その後テレビ局舎は程なくして解体され、鉄塔は1995年3月2日に解体された。跡地にはTBS赤坂ACTシアターの前身である「赤坂ミュージカル劇場」と赤坂BLITZが建てられた（いずれも初代施設）。

### 赤坂メディアビルに改称、閉鎖・解体へ
一方本館ビルはその後「赤坂メディアビル」と名称を変え、ラジオの放送設備を撤去した上で、事業部や関連会社のオフィスビルとして引き続き運用し、98年頃にはメディアビルの1階に「The TBS store（TBSストア）」が開店。番組関連グッズや所属アナウンサーのテレホンカードなどを販売するようになった。そんなメディアビルも築40年が過ぎて老朽化が進み、かねてからTBSが計画していた再開発構想がまとまったこともあって、2003年（平成15年）3月にTBS会館と共に閉鎖・解体された。メディアビルやTBS会館・旧テレビ局舎などの跡地は、08年に赤坂サカスに生まれ変わった。テレビ局舎と鉄塔があった丘陵は解体後も上記のミュージカル劇場→ACTシアターとBLITZが上に建てられた状態で残されていたが、サカス建設時に丘陵も崩され、完成したサカス広場と2施設の土地は放送センターとほぼ同じ高さにまで下げられている。

### 旧社における最後の番組など
移転前から放送されていた番組の中には、移転後に終了したものや、現放送センターからレギュラー放送開始したものも多く、現在では数える程度となっている。このうち、2025年4月現在も続いている番組は『報道特集』（1980年開始、移転時は『JNN報道特集』（日曜18時 - 19時））、『アッコにおまかせ!』（1985年開始）、『サンデーモーニング』（1987年開始、移転時は『関口宏のサンデーモーニング』、関口は2024年3月まで司会）、『News23』（1989年開始、移転時は『筑紫哲也 NEWS23』）など。ゴールデン・プライム帯（GP帯、19 - 22時台）では、バラエティ番組では『日立 世界・ふしぎ発見!』（1986年開始、移転時は土曜21時台）が2024年3月でレギュラー放送を終了したことにより、移転前からのレギュラー番組は全て無くなったが、特番では『オールスター感謝祭』（1991年開始、「'94春」まで旧社で放送）が現在も継続。ドラマ枠は『日曜劇場』（旧社末期に連続ドラマ枠に移行、移転時は『東芝日曜劇場』）と『金曜ドラマ』（1989年より枠再開）の2枠が継続している。また『噂の!東京マガジン』（1989年開始）は2021年3月で地上波での放送を終了したが、翌4月よりBS-TBSに放送波を移して継続している。

## テレビスタジオ
下記に示すテレビスタジオ群は、当記事で直接触れられている「赤坂メディアビル」ではなく、「テレビ局舎」棟にあった。1955年のテレビ放送開始当時は、鉄塔（本体150m、アンテナ23m）のほか、A・B・Cスタジオとテレビ主調整室、A・Bスタジオ副調整室、大道具室、リハーサル室、メイク室、事務室などが設置された。
テレビ局舎は旧陸軍近衛歩兵第3連隊の施設跡地に建設し、敷地の丘の地下に、射撃訓練場として使用していた地下壕（東西方向に長さ130m,南北方向に幅10mに及ぶ）があったが、コンクリートが厚く解体が困難だったため、丘を削り地下壕を局舎1階に内包する形で建設。リハーサル室、メイク室、倉庫、電源室などを局舎1階の旧地下壕の中に配置し、地下壕の南側の部分にA・Bスタジオを配置した。中2階にA・B副調整室を配置。地下壕の上を2階とし、主調整室、Cスタジオ、テレシネ室、事務室、食堂などを置いた。施工は大林組。
1957年にC・Dスタジオ、運行副調整室、1958年にE・Fスタジオ、1961年にGスタジオ・テレビ局舎玄関の順で増築した。また、棟続きではないが、1967年に第2テレビ局舎棟が完成し、H・Kスタジオを設置。主に外部プロダクションによるドラマ撮影に使用した。
テレビ局舎の建設にあたっては、社員をアメリカの放送局に派遣し、現地で調査を行った。また、増築が完了した際には、主調整室やテレシネ室などが各スタジオの中心に来るように計画していた。
- Aスタジオ（約100坪）…「ニュースコープ」のスタジオとして使用（1962年10月1日の番組開始日より1970年頃まで[注 6]）。
- Bスタジオ（約60坪）…開局日（1955年4月1日）より、キャスター顔出しニュースの「東京テレニュース」を放送。キャスターが視聴者に語りかけ、自ら映写機を操作し、スタジオのスクリーンに取材映像を投射していた。スタッフ不足などにより製作体制が整わず、同年10月23日に顔出しによる放送を終了。
- Cスタジオ（開局時、約16坪）…主調整室に隣接し、天気予報などのミニ番組用だった。1957年増築時にアナブースに改修。
- Cスタジオ（1957年増築時、約230坪）[5]…開局時の局舎の北側に増築。地形の関係からA・Bスタジオより1階層高い部分に設置。C・D・E・F・Gスタジオは同じ階に増築し、スタジオ北側の大道具通路がつながっていた。旧局舎ではGスタジオに次ぐ広さを誇り、完成当時は「東洋一のマンモススタジオ」と呼ばれた。日曜劇場で1958年に「マンモスタワー」というドラマが制作された際、スタジオの入口に「マンモススタジオ」と書かれたプレートがついている様子が放映された。『日立 世界・ふしぎ発見!』など公開番組収録でも多く使用された[注 7][注 8]。
- Dスタジオ（約110坪）…Cスタジオの東側に位置した。1980年9月より報道専用スタジオとして運用。[注 9]。『朝のホットライン』（1984年9月まで）『JNNニュース』、『JNNニュースコープ』→『JNNニュースの森』、『JNNスポーツデスク』→『JNNスポーツチャンネル』など。1994年10月2日の『JNNスポーツ&ニュース』が最終使用。
- Eスタジオ（約130坪）…Cスタジオの西側、鉄塔の北側に増築し、1958年11月に竣工。テレビ局舎の最も西側、一ツ木通りから見て最も奥にあった。『ベルトクイズQ&Q』、『朝のホットライン』（1984年10月から1987年頃まで）『モーニングEye』（1987年頃から）、『サンデーモーニング』、『情報デスクToday』（1987年10月から）など。緑山スタジオ完成前はドラマを撮影していた。
- Fスタジオ（約110坪）…建物は1958年11月に完成したが、運用開始は1959年11月。Cスタジオに隣接していた。1960年8月にTBS初のカラーテレビスタジオとして整備が完了、白黒とカラーの両方の設備が設置された[注 10]。『JNNニュース22プライムタイム』→『JNNニュースデスク'88・'89』→『筑紫哲也 NEWS23』、『朝のホットライン』→『THE WAVE』→『ビッグモーニング』（1987年頃から）、朝のワイドショー枠（『モーニングジャンボ奥さま8時半です』→『森本ワイド モーニングEye』、1987年頃まで）、『スーパーワイド』[注 11]などで使用。
- Gスタジオ（仮設）（約100坪）…1958年4月完成、1960年10月解体。テレビ局舎入口の横にあった大道具置場を改造した木造の仮スタジオで、防音のため壁に畳を貼り付け、通称「畳スタ」と呼ばれた。E,Fスタジオ完成までのつなぎとして使用した。
- Gスタジオ（約265坪）[6]…1961年10月完成。Dスタジオの東側、TBS会館の西側に増築。完成当時は日本最大面積のスタジオで、白黒カメラ[注 12]を導入した。
1964年の東京オリンピックの際は"TBSオリンピックテレビ放送実施本部"を当スタジオに置いた。
 1966年9月にカラー化[注 13]。1967年1月15日には、TBS初のカラーカメラ撮影およびカラーVTR録画によるドラマ『女と味噌汁』（その6）が放送された。
『ザ・ベストテン』、『TBS歌のグランプリ』などの音楽番組や、『8時だョ!全員集合』（最晩年のみ）『ギミア・ぶれいく』『オールスター感謝祭』、『ビレッジ吉本』、『関口宏の東京フレンドパークII』などのバラエティ番組だけでなく、緑山スタジオ稼働前はここで『3年B組金八先生』など一部のドラマ番組収録においても使用されるなど、TBSテレビを代表するスタジオだった。スタジオ中央部を仕切り、二つのスタジオに分けて使う事も想定して設計され、大道具搬入口や、廊下側のスタジオ入口と前室が2か所あった。1994年10月2日の『アッコにおまかせ!』の生放送が最終使用。同時に完成したテレビ局舎の玄関から近い位置にあり、受付の横にある階段を上がってすぐの場所だった。局舎玄関とは別にGスタジオ専用の入口もあった。Gスタジオ棟の1階に報道局があった。
- Hスタジオ（約180坪）…1967年9月完成。テレビ局舎西側の別館（第2テレビ局舎）にあった。1968年9月にカラーカメラを導入。1981年のTBS緑山スタジオ稼働までは、主にドラマの生放送及びVTR収録に使われていた。緑山スタジオの稼働後は『加トちゃんケンちゃんごきげんテレビ』や毎日放送の『世界まるごとHOWマッチ』の収録にも使用されたほか、他系列局や制作会社にも貸し出されるようになり、テレビ朝日の『100万円クイズハンター』や日本テレビのドラマ収録[注 14]にも使われたことがある。外部にも貸し出す関係上、事前の延長使用届がない場合に深夜0時以降の使用ができない労使協定の対象から外れたため、局制作番組でもスケジュールの関係上深夜に収録する必要があり、かつ他のスタジオの延長使用届が間に合わない場合に活用された。第2テレビ局舎は、放送センター建設のため、前述の通り他のスタジオよりも早く閉鎖・解体された。
- Kスタジオ（約180坪）…第2テレビ局舎のドラマ専用スタジオ。建物は1967年9月に完成。1974年4月にスイッチャーや照明、A・H・Kスタジオ共用のVTRやテロップ装置などが設置されたが、カメラは常設せず、中継車のカメラを使用していた。1967年から1974年4月までの稼働状況は、社史に記載がなく不明。

## TBSホール

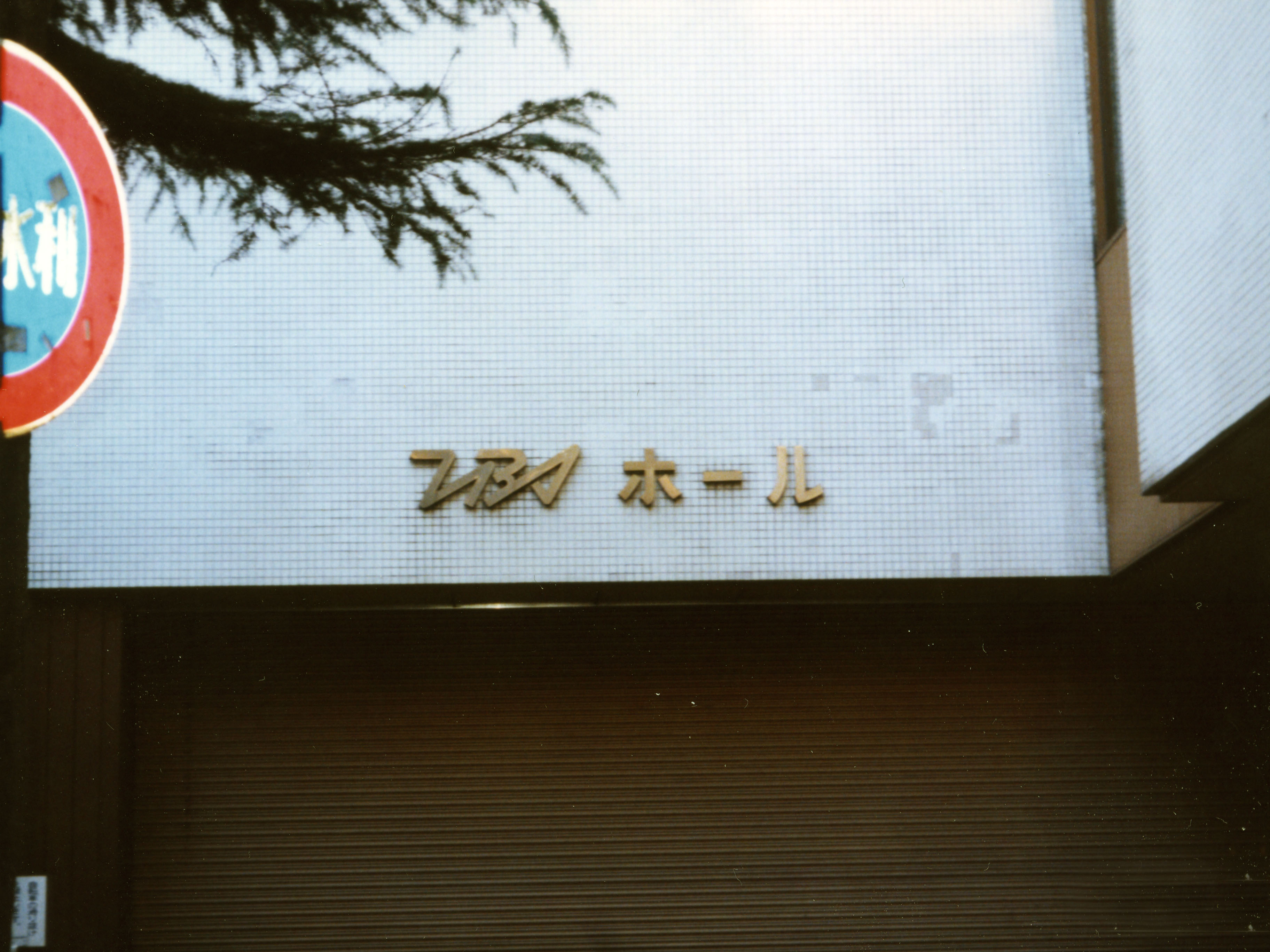
TBSホール（1989年11月11日撮影）

TBS番組の公開放送を主な目的に使われていたホールで、テレビは『お笑い頭の体操』・『クイズダービー』、ラジオは『らんまんラジオ寄席』・『赤坂ライブ』・『赤坂お笑いDOJO』など、多くの番組を生み出してきた。1988年（昭和63年）当時、TBSは雑誌の取材に対し「外部への貸し出しはしておらず、全てTBSの番組関係やTBSのイベントのみに使用しているので、あくまでうちのスタジオ」と回答していたことがある。その後、少なくとも放送センター完成後は外部にも開放していた模様で、ホールの入り口付近に「このホールを使用したい方はTBSまで連絡を」という趣旨の看板が掲げられていた。なお、大きさは1386平方メートル、座席数は350席。

### 閉鎖
2003年（平成15年）3月を以って閉鎖となり、その直前にはラジオの『水曜JUNK・コサキンDEワァオ!』と『金曜JUNK・ゴスペラーズ 真夜中のコーラス』の2番組のタイアップイベントである「さようならTBSホール JUNK 真夜中のカレーパンDEワァオ!」が開催され、小堺一機と関根勤、ゴスペラーズのメンバーらがTBSホールとの別れを惜しんだ。
現在、TBS放送センターのある赤坂サカス内には、TBSが運営する劇場「TBS赤坂ACTシアター」や、かつて運営していたライブハウス「赤坂BLITZ」を転用した公開スタジオ「TBS AKASAKA BLITZ STUDIO」があり、興行主への貸出や自社主催の興行の他に番組収録等にも使用され、TBSホールの機能を一部継承した存在となっている。

### 備考
なお、TBS系列でこのようなホールを持っている局は、他には「CBCホール」を持つ中部日本放送（CBCテレビ）、番組収録用ではないが新局舎・RSKイノベイティブ・メディアセンターに「能楽堂ホールtenjin9」を開設したRSK山陽放送がある。
過去には（1975年のネットチェンジ以前の）朝日放送テレビが大阪市北区の旧局舎・ABCセンターに設けていた2代目「ABCホール」（定員600席）をはじめ、（ネットチェンジ以後の）毎日放送も大阪府吹田市の旧局舎に「ミリカホール」を、RKB毎日放送も福岡市中央区渡辺通の旧局舎内にホールを持っていたほか、東北放送の「TBCホール」や長崎放送の「NBCビデオホール」（新社屋への移転により2022年3月閉鎖）などが存在していたが、いずれもその後閉鎖・解体されて現存しない。また他系列でも日本テレビが、生田スタジオ内にカラーアイドホール投射機能を備え、公開放送用のホールとしても使用可能な第1スタジオ（定員1000席）があり、その後公開放送を、東京都心部に所在する後楽園ホールの使用を基本とするようになって以降は、ドラマなど非公開の番組収録機能も充実させていたが、こちらも改築により現存していない。

## TBS会館
TBSは事業多角化の一環として、本社北隣に地上9階・地下1階建てのオフィスビル「TBS会館」を建設。1964年（昭和39年）10月、この会館の管理を目的に、TBS100%出資の子会社「TBS会館」を発足させた。
当初はこの会館の貸ビル事業のみを行っていたが、1966年には不動産ブームの到来とともに、社名を「TBS不動産」に変更し、本格的に不動産事業に進出。さらに1972年には「TBS興発」に改名し、レジャー産業にも手を伸ばした。しかし、その後不況のあおりで業績が急速に悪化し、1975年（昭和50年）4月1日、三井不動産に譲渡された。

### テナント
1階には1997年（平成9年）に経営破綻した三洋証券（支店または営業所）があったが、同社の撤退後、00年には開局した系列のBSデジタル放送BS-i（現在のBS-TBS）の本社オフィスが置かれた。しかし、先述のように老朽化と再開発のため、同社本社は放送センターの15階に移転している。このほか、TBS会館に入居していた一部の飲食店は、08年以降赤坂Bizタワーの「ショップス&ダイニング」にて営業を続けている。

### ロケ
2002年（平成14年）には旧BS-iの本社オフィス周辺を使って、同局の人気ドラマ『ケータイ刑事 銭形愛』の撮影が行われ、宮崎あおいや山下真司をはじめとする出演者たちが、「ワンシーンかつノーカット」の条件の下本社オフィスの中をところ狭しと動き回っていた（サブタイトルは「カメラはみていた!ワンシーン・ノーカット 〜BS-i連続殺人事件〜」。同年12月29日に放送）。